# Vilhelm Ernst av Sachsen-Weimar

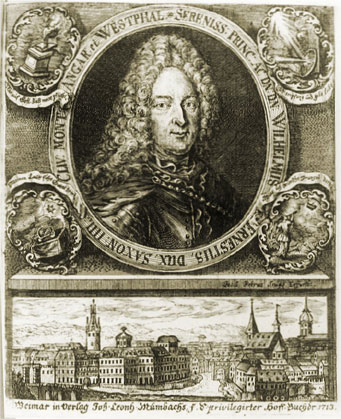
Vilhelm Ernst av Sachsen-Weimar

Vilhelm Ernst av Sachsen-Weimar, född den 19 oktober 1662 i Blankenhain, död den 26 augusti 1728 i Weimar, var hertig av Sachsen-Weimar. Han tillhörde den ernestinska linjen av huset Wettin.
Vilhelm Ernst var son till Johan Ernst II av Sachsen-Weimar. Han efterträdde fadern 1683. Brodern Johan Ernst III av Sachsen-Weimar var nominell medregent till sin död 1707. Därefter hade dennes söner Ernst August I av Sachsen-Weimar och Johan Ernst IV av Sachsen-Weimar (död 1715) denna position. Efter Vilhelm Ernsts död blev Ernst August ensam regent.